# Bildhauerkunst der Nuraghenkultur

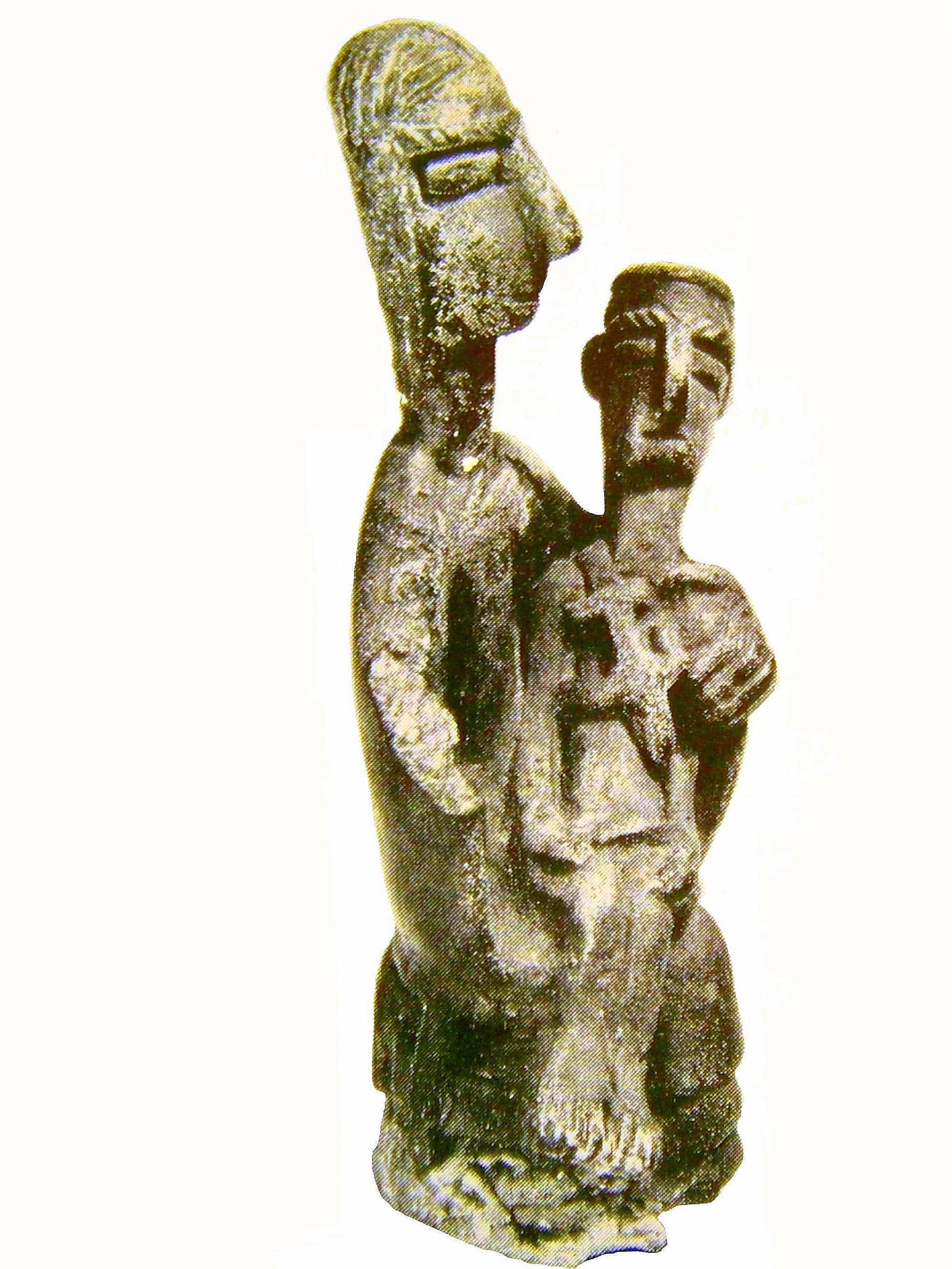
Bronzetto

Die Bildhauerkunst der Nuraghenkultur, oder ihr Kunsthandwerk ist wie in allen vor- und frühgeschichtlichen Gesellschaften eng mit der Religion verbunden. Von einigen Kategorien künstlerischen Handwerks der Nuraghenkultur auf Sardinien existieren Zeugnisse: 
- von den Bronzefiguren der Nuraghenkultur (ital. Bronzetto nuragico, plur. Bronzetti nuragici). Sie entstanden mehrheitlich zwischen dem 8. und 7. Jahrhundert v. Chr.
- von Bildhauereien in Stein sowie eingeritzten Darstellungen, auf den Oberflächen von Gefäßen oder anderen Gegenständen z. B. den Pintadere, Stempel zur Verzierung (in geschichtlicher Zeit von Brot). Es ist nicht auszuschließen, dass sie auch für die Färbung von Stoff oder für Tätowierungen benutzt wurde.

## Bildhauerkunst
Die Statuen, die nicht zahlreich, jedoch in verschiedenen Teilen der Insel verbreitet sind, stammen zum größten Teil aus den Heiligtümern und stellen vor allem Stiere dar. Eine Göttin wurde im Gegensatz dazu nicht real dargestellt, man kann sie nur an den Brusterhöhungen einiger Baityloi oder an keramischen Idolen erkennen.
Ein Objekt, das häufiger und in verschiedenen Dimensionen dargestellt wird, ist der eintürmige Nuraghe, der z. B. in einer im Boden eingelassenen Halterung, in der Mitte der runden "Versammlungshütte" aufstellt, gefunden wurde. Er scheint eine Art Altar gewesen zu sein. Es fehlt jedoch auch nicht an Darstellungen von komplexen Nuraghen mit der Wiedergabe des über die turmbewehrte Bastion emporragenden Mastio und der Konsolen, die die Mauern krönten. Solche Darstellungen helfen zu verstehen, wie die Nuraghentürme im oberen Bereich ursprünglich aussahen. 
In der Endphase ihrer Entwicklung, gelang es der eisenzeitlich auslaufenden Nuraghenkultur, zu einer Zeit, in der sich vermutlich bereits eine "sardisch-phönizische" Aristokratie bildete, eine anthropomorphe Bildhauerkunst hervorzubringen, die sich allerdings auf Monte Prama im Hinterland von Tharros Provinz Oristano beschränkte.

## Kunsthandwerk
Künstlerischer Wert muss einigen architektonischen Werken, vor allem am Ende der Nuraghenzeit zuerkannt werden, die in der "Isodomo"-Technik (isometrische Bauweise) verwirklicht wurden. Das bezeichnet den Gebrauch von perfekt gearbeiteten Werksteinen, die auch Absätze und Zierleisten oder andere schmückende Elemente trugen. Besonders zahlreich an heiligen Quellen und Brunnenheiligtümern aber auch an Gigantengräbern. 
Andere typisch nuraghische künstlerische Gegenstände sind Bronzearmreifen mit Fischgrätverzierungen oder Knöpfe von konischer Form aus Bronze (ähnlich denen der heutigen sardischen Trachten).
Weitere Utensilien, die auf Sardinien gefunden wurden, die Verzierungen aufweisen, sind Rasiermesser, Fibeln einige Schwerter mit reich verzierten Griffen und Schneiden. Sie sind das Ergebnis von Einfuhren aus dem tyrrhenischen Gebiet (zuerst aus der Villanovakultur und dann von den Etruskern).